# Promephitis
Promephitis ist eine ausgestorbene Gattung der Skunks, die bisher in sieben Arten aus dem Miozän und dem frühen Pliozän Europas und Asiens beschrieben wurde.

## Merkmale
Die fossilen Überreste der Promephitis-Arten besitzen wie alle Angehörigen der Skunks (Mephitidae) eine deutliche Ausweitung der Paukenhöhle – also des Teils des Mittelohrs, in dem das Trommelfell aufgespannt ist – in die Region des Warzenteils (Pars mastoidea) und des Schuppenteils (Pars squamosa) des Schläfenbeins hinein. Diese Ausweitung ist erkennbar als blasenförmige Ausbuchtung an der seitlichen Wand des Hirnschädels über dem Warzenteil. Zudem weisen Skunks spezifische Merkmale der Zähne, speziell der Backenzähne, auf, die sie von anderen Raubtieren unterscheiden. Die Gattung Promephitis zeigt zudem eine besondere Ausgestaltung der Zahnstruktur der Vorbackenzähne P4 sowie sehr kleinen P2, durch die sie von anderen Gattungen unterscheidbar sind.

## Verbreitung und zeitliche Einordnung
Promephitis-Arten lebten in großen Teilen Eurasiens und Reste wurden sowohl in Europa wie auch in Asien gefunden. Die Arten der Gattung Promephitis werden in das späte Tertiär eingeordnet. Sie kamen innerhalb dieses Zeitraums im mittleren bis späten Miozän und im frühen Pliozän vor weniger als 10 Millionen Jahren vor.

## Systematik
Die Gattung wurde 1861 gemeinsam mit der Typusart Promephitis larteti von Jean Albert Gaudry für einen Fund im griechischen Pikermi beschrieben. Seit der Erstbeschreibung wurden bis zu 10 Arten benannt, ihr Artstatus jedoch teilweise wieder verworfen. Während ältere Funde vor allem aus Zähnen oder Bruchstücken von Kiefern bestanden, konnten insbesondere durch Wang & Qiu 2004 zahlreiche gut erhaltene Schädel- und Skelettfunde aus China und damit zwei neue Arten beschrieben werden. Innerhalb der Gattung benennen sie entsprechend die folgenden elf Arten:
- Promephitis larteti Gaudry 1861
- P. maeotica Alexjew 1916
- P. alexjewi Schlosser 1924
- P. malustensis Simionescu 1930
- P. majori Pilgrim 1933
- P. hootoni Senyurek 1954
- P. pristinidens Petter 1963
- P. brevirostris Meladze 1967
- P. maxima He and Huang 1991
- P. qinensis Wang and Qiu 2004
- P. parvus Wang and Qiu 2004

Innerhalb der Skunks wurden die Arten der Gattung Promephitis den heute noch in zwei Arten lebenden (rezenten) Stinkdachsen (Mydaus) aus Südostasien gegenübergestellt. Gemeinsam bilden Promephitis und die Stinkdachse wahrscheinlich die Schwestergruppe der fossilen Art Palaeomephitis steinheimensis, die als älteste bekannte Art der Skunks gilt. Innerhalb der rezenten Gattungen stellen die Stinkdachse die ursprünglichste Gattung dar, das gemeinsame Taxon aus ihnen und den genannten fossilen Gattungen wird entsprechend allen anderen heute lebenden Skunks sowie weiteren fossilen Formen als ursprünglichste Gruppe gegenübergestellt.

## Belege
1. 1 2 3  X.-M. Wang, Z.-X. Qiu: Late Miocene Promephitis (Carnivora, Mephitidae) from China. Journal of Vertebrate Paleontology 24, 2004; S. 721–731 (Abstract).
2. 1 2 3  Mikko Haaramo: Mephitinae in Mikko’s Phylogeny Archive.
3. ↑  Mieczysław Wolsan: Oldest mephitine cranium and its implications for the origin of skunks. Acta Palaeontologica Polonica 44 (2), 1999; S. 223–230. (Volltext; PDF; 2,0 MB).